# Dora Szafir
Dora Szafir (Florida, 26 d'agost de 1948), és una advocada, jutgessa, autora i professora uruguaiana.
Va néixer a Florida, on va viure fins als nou anys després va viure a Israel durant diversos anys i actualment resideix a Montevideo. Estudi advocacia a la Universidad de la República, on va fer classes de Dret Privat II, III i de Relacions de Consum. També va fer classes a la Universitat Catòlica de l'Uruguai.

## Llibres
- 2018, El contrato de construcción.
- Accidentes de tránsito.
- Responsabilidad médica.